# Брезовљани Војловички
Брезовљани Војловички су насељено мјесто у општини Чачинци, у Славонији, у Вировитичко-подравској жупанији, Република Хрватска.

## Географија
Брезовљани Војловички се налазе око 4 км сјеверно од Чачинаца.

## Историја
До нове територијалне организације налазило се у саставу бивше велике општине Ораховица.

## Становништво
На попису становништва 2001. године, село је имало 73 становника. Брезовљани Војловички су према попису из 2011. године имали 50 становника.
У табели национални састав за 1971. и 1961. годину приказани су подаци и за бивше насеље Кленик.
| Националност       | 1991.       | 1981.       | 1971.        | 1961.        |
| Срби               | 58 (54,20%) | 72 (51,42%) | 110 (69,62%) | 176 (60,89%) |
| Хрвати             | 27 (25,23%) | 21 (15,00%) | 47 (29,74%)  | 112 (38,75%) |
| Југословени        | 11 (10,28%) | 44 (31,42%) | 0            | 0            |
| остали и непознато | 11 (10,28%) | 3 (2,14%)   | 1 (0,63%)    | 1 (0,34%)    |
| Укупно             | 107         | 140         | 158          | 289          |

- напомене:

До 1910. исказивано под именом Брезовљани. У 1981. повећано припајањем насеља Кленик. За то бивше насеље садржи податке од 1931.